# Fantastic Soda!!
《Fantastic Soda!!》是戶松遥的第13張單曲，於2014年7月30日由Music Ray'n發售。

## 概要
與前作《ヒカリギフト》相隔約6個月時間發售，是亦為2014年的第2作。標題曲《 Fantastic Soda!!》以藍色和白色作背景主題的歌色，副曲《In Our Hands》為《ブレス オブファイア 6》主題曲。

## 收錄曲
1. Fantastic Soda!![4:13]
  - 作詞：古屋真 作曲/編曲：Mitsu.J
2. In Our Hands [5:54]
  - 《ブレス オブファイア 6》主題曲
3. Fantastic Soda!!（Instrumental）

DVD（只限初回限定盤）
1. Fantastic Soda!!（PV）

## 相關項目
- ブレス オブファイア 6

## 外部連結
- Music Ray'n介紹網站
  - 初回限定盤（页面存档备份，存于）
  - 通常盤（页面存档备份，存于）